# Llista de les torres de telegrafia òptica de Catalunya
Llista de les torres de telegrafia òptica de Catalunya, de les xarxes civil i militar creades a mitjans del segle xix.

## Línia civil Madrid-València-Barcelona-La Jonquera
| Torre                                                           | Ubicació | Estat | Imatge |
| --------------------------------------------------------------- | --- | --- | ------ |
| Torre de la Guardiola                                           | Muntanya de la Torreta a la Ràpita (Montsià) 40°37'24.9"N 0°35'09.2"E | La torre ha estat força desfigurada en servir de suport a l'escultura del Sagrat Cor (1964) i amb l'afegit d'una gran creu a la base. |        |
| Torre Amposta                                                   | Marge dret del riu Ebre, entre Amposta i Sant Jaume d'Enveja (Montsià) 40°42'48.6"N 0°38'41.8"E | Desapareguda |        |
| Torre Ampolla                                                   | L'Ampolla (Baix Ebre) 40°48'43.7"N 0°42'15.8"E | Desapareguda |        |
| Torre de les Guàrdies                                           | El Perelló (Baix Ebre) 40°52'17.5"N 0°43'32.9"E | Rehabilitada el març de 2015, amb coberta nova i escala d'accés. |        |
| Torre de Sant Jordi d'Alfama, Torre Salim                       | Davant del Castell de Sant Jordi d'Alfama, l'Ametlla de Mar (Baix Ebre) 40°54'40.4"N 0°49'56.2"E | Estat ruïnós. Queden algunes restes de la planta baixa. |        |
| Torre de l'Hospitalet de l'Infant                               | Sobre el terrat d'una de les torres de l'hospital-fortalesa del Coll de Balaguer, L'Hospitalet de l'Infant (Baix Camp) 40°59'29.5"N 0°55'19.9"E                                                                                     | La torre es va esfondrar el 20 de juliol de 1910 per problemes d'assentament a causa d'una mala construcció. En queden algunes restes de la planta baixa.                                                                                    |        |
| Torre del Sol, Torre de Porquerola                              | Dins del camping Torre del Sol, Miami-Platja, Mont-roig del Camp (Baix Camp) 41°02'02.1"N 0°58'25.0"E | La seva conservació és excel·lent, si bé se li han afegit uns merlets que desvirtuen l’aspecte inicial. |        |
| Torre de l'Ermita, Torre del Santuari del Camí, Torre del Carme | Al terrat de la torre de defensa, a l'avinguda del Baix Camp, Cambrils (Baix Camp) 41°04'16.7"N 1°03'03.4"E | Torre de defensa d'origen medieval reformada els ans 1970 i restaurada el 2011. |        |
| Torre de l'Esquirol                                             | Platja de l'Esquirol, Cambrils (Baix Camp) 41°03'51.9"N 1°05'06.0"E | Recentment ha estat rehabilitada per l'Ajuntament de Cambrils i actualment forma part de la xarxa d'espais del Museu d'Història de Cambrils.                                                                                                 |        |
| Torre del Telègraf de la Tossa                                  | Dalt del turó de la Tossa, dins del recinte del camp de golf Infinitum, Salou (Tarragonès) 41°04'42.7"N 1°09'39.0"E | A causa del seu estat de deteriorament no conserva la coberta. S'hi va obrir una porta a la planta baixa i queden les restes d'un cobert que tenia annexat, ara desaparegut.                                                                 |        |
| Torre de Pilat,Castell del Rei                                  | Sobre la Torre de Pilat, Tarragona (Tarragonès) 41°06'59.9"N 1°15'28.8"E | No queden restes. L'edifici es va refer a mitjans del segle xx. |        |
| Torrassa de Sant Antoni, Torre de l'ermita                      | Al costat de l'ermita de Sant Antoni, Altafulla (Tarragonès) 41°08'51.8"N 1°22'22.3"E | A causa de les obres de restauració ha perdut les espitlleres de la planta baixa i se li ha obert una porta en un costat de la planta baixa. La coberta feta de material modern té una antena distribuïdora de senyal de ràdio.              |        |
| Telègraf de Berà, Pujol de Reverter, Puchol de Rebelser         | Dalt d'un pujol, prop de la cala de la Torrota, Roda de Berà (Tarragonès) 41°10'11.2"N 1°28'30.1"E | No queda pràcticament res. |        |
| Torre del Telègraf (el Vendrell)                                | Urbanització Els Garrofers, el Vendrell (Baix Penedès) 41°11'33.3"N 1°30'31.2"E | Queden bastantes restes. |        |
| Sant Julià de l'Arboç                                           | Possiblement al campanar de l'església de Sant Julià de l'Arboç, a l'Arboç (Baix Penedès) 41°16'05.3"N 1°36'15.0"E | Hi ha la possibilitat que aquest telègraf pertanyés a una línia militar Barcelona-Tortosa en projecte el 1849. |        |
| Torre Vilafranca                                                | Vilafranca del Penedès (Alt Penedès) 41°20'38.0"N 1°41'56.6"E | Possiblement en la caserna de Vilafranca actualment desapareguda. El carrer actualment anomenat General Cortijo, es deia abans del Telègraf.                                                                                                 |        |
| Torre de la Guàrdia                                             | Dalt del turó de la Guàrdia, Subirats (Alt Penedès) 41°23'28.2"N 1°47'25.0"E | Queden vestigis de la torre. |        |
| Torre d’Ordal                                                   | A Ordal, municipi de Subirats (Alt Penedès) 41°23'41.7"N 1°52'29.0"E | Sols resten les parets mestres. |        |
| Sant Pere Màrtir                                                | Al cim de Sant Pere Màrtir, Esplugues de Llobregat (Baix Llobregat) 41°23'37.6"N 2°05'52.6"E | Desapareguda. |        |
| Castell de Montjuïc                                             | Al castell de Montjuïc, Barcelona (Barcelonès) 41°21'48.7"N 2°09'59.8"E | Desapareguda. La torre actualment existent pertanyia a la línia de telegrafia òptica militar. |        |
| Montgat                                                         | Al cim del turó de Montgat, Montgat (Maresme) | Enderrocada el 1887 a causa de la pedrera que va rebaixar el turó. |        |
| Torre de Vilassar, Font de la Farinera                          | Al carrer Doctor Masriera de Vilassar de Mar (Maresme). Molt propera de la torre de Can Nadal, utilitzada en la xarxa de telegrafia òptica militar. 41°30'12.3"N 2°23'38.5"E                                                        | Adquirida per l'ajuntament el 1894, hi ha un dipòsit d'aigua al primer pis i una font a la façana, i una estació transformadora a la planta baixa.                                                                                           |        |
| Torre Vella                                                     | Dalt d'un cim, actual carrer Torrenova, Caldes D'estrac (Maresme). 41°34'18.9"N 2°31'18.0"E | El 1960 ja estava en mal estat i una llamp la va deteriorar encara més. Va ser enderrocada. |        |
| Les Torretes, Estació de la Patona                              | Dalt del turó de la Patona o de les Torretes, Calella (Maresme), a pocs metres d'una torre de telegrafia òptica militar. 41°36'28.4"N 2°38'30.6"E                                                                                   | Conserva tres de les quatre parets. |        |
| Torre de Montagut                                               | Dalt d'un turó al límit entre els municipis de Malgrat de Mar i Santa Susanna (Maresme). 41°39'01.0"N 2°42'53.2"E | No es conserva la coberta. |        |
| Puigmarí                                                        | Dalt del turó Puigmarí, Maçanet de la Selva (Selva). 41°45'16.6"N 2°43'49.6"E | El 2011 el Taller d'Història de Maçanet de la Selva va reconstruir totalment la torre, de la que només quedava un tros de paret, col·locant l'aparell òptic a la teulada, sent en aquest moments l'única torre civil de Catalunya que la té. |        |
| Torre de Puigsardina                                            | Al cim del Puigsardina, Riudarenes (Selva), al costat oriental hi ha una torre de telegrafia òptica militar. 41°48'23.0"N 2°42'54.2"E                                                                                               | Es conserva en bon estat, sense la coberta. |        |
| Castell de Brunyola                                             | Dalt de la torre del Castell de Brunyola, ara campanar de l'església de Sant Fruitós, Brunyola i Sant Martí Sapresa (Selva). 41°54'16.1"N 2°41'03.8"E                                                                               | Probablement construïda en el que és avui el campanar de l'església parroquial de Sant Fruitós. |        |
| Torre de l'Estanyol, Torre de l'Espanyol                        | Al cim del puig de la Cendra, al poble de l'Estanyol, municipi de Bescanó (Gironès). 41°56'58.4"N 2°44'14.2"E | Només es conserva un mur d'uns tres metres d'alçada cobert de vegetació. |        |
| Girona                                                          | Probablement a la torre del carrer dels Alemanys, Girona (Gironès). 41°59'13.0"N 2°49'38.9"E | En bon estat de conservació. Annexada a un habitatge, conserva només dues plantes. |        |
| Torre de Sant Miquel                                            | Torre al recinte del castell de Sant Miquel, a cavall entre els municipis de Girona i Celrà (Gironès). En el mateix castell hi havia una torre de telegrafia òptica militar sobre l'ermita de Sant Miquel. 42°00'24.5"N 2°51'43.3"E | Excel·lent estat de conservació. El conjunt va ser restaurat el 2004. |        |
| Torre de Fellines                                               | Al turó de Fellines, entre els pobles de Vilafreser i Sant Esteve de Guialbes, del municipi de Vilademuls (Pla de l'Estany). 42°05'38.3"N 2°53'30.8"E                                                                               | No conserva la coberta. |        |
| Torre del Coll del Noi                                          | Probablement al mig d'uns camps a Orriols, veïnat de Bàscara (Alt Empordà). 42°07'58.6"N 2°54'07.3"E | Desapareguda. |        |
| Torre de l'Àngel                                                | Dalt d'un turó a 500 m a l'est de Pontós (Alt Empordà). 42°11'22.4"N 2°55'29.8"E | En molt bon estat. Restaurada el 2007. |        |
| Castell de Sant Ferran                                          | La torre es trobava sobre la porta d'entrada principal del Castell de Sant Ferran, Figueres (Alt Empordà). 42°16'20.3"N 2°56'54.1"E                                                                                                 | Enderrocada el 1865. |        |
| Torre de Mont-roig                                              | Dalt d'un promontori prop del Castell de Mont-roig, Darnius (Alt Empordà). 42°21'06.9"N 2°52'37.6"E | Només queda la base. |        |
| Torre de Carmanxel                                              | Torre de defensa de la Jonquera (Alt Empordà). La torre va ser reutilitzada com a telègraf òptic. Aquesta era l'última torre del ramal de Barcelona a la Jonquera. 42°25'09.7"N 2°52'36.0"E                                         | Des de l'any 2002 és un refugi gestionat per l'Ajuntament de La Jonquera. |        |

## Línia militar Barcelona-Lleida
| Torre                                  | Ubicació | Estat | Imatge |
| -------------------------------------- | --- | --- | ------ |
| Castell de Montjuïc                    | Al castell de Montjuïc, Barcelona (Barcelonès). 41°21'48.7"N 2°09'59.8"E | En excel·lent estat de conservació.Coincidia amb les línies Barcelona-Girona i Barcelona Solsona.                            |        |
| Sant Pere Màrtir                       | Al cim de Sant Pere Màrtir, Esplugues de Llobregat (Baix Llobregat). 41°23'37.6"N 2°05'52.6"E | Desapareguda. |        |
| Sant Pere del Romaní                   | A la torre annexa a l'ermita Sant Pere del Romaní, Molins de Rei (Baix Llobregat). 41°24'22.3"N 2°01'52.6"E | Bastant ben conservada. |        |
| Torre Fossada                          | Al cim del turó de les Forques, Castellbisbal (Vallès Occidental). 41°28'28.0"N 1°56'29.6"E | L'Ajuntament de Castellbisbal endegà a mitjans dels anys 90 del segle XX la restauració de la torre.                         |        |
| Torre d'Esparraguera                   | Al municipi d'Esparraguera (Baix Llobregat) 41°32'13.1"N 1°52'23.4"E | Desapareguda. |        |
| Torre de Can Dolcet                    | Al turó de Can Dolcet, Collbató (Baix Llobregat). 41°33'22.8"N 1°48'59.6"E | No té sostre, ni tampoc els pisos interiors. Encara manté en peus les quatre parets.                                         |        |
| Castell Ferran                         | Al puig de Castellferran, prop de Can Maçana, El Bruc (Anoia) 41°36'29.8"N 1°45'50.5"E | Queden algunes restes de la torre.                                                                                           |        |
| Castell de Castellolí                  | Torre construïda dins del castell de Castellolí, al municipi de Castellolí (Anoia) 41°35'18.8"N 1°42'31.2"E. | Es conserva part de tres panys de paret que en un angle arriben més enllà de la planta baixa.                                |        |
| Torre del Pi, Torre Igualada           | A la muntanya del Pi, Santa Margarida de Montbui (Anoia) 41°34'24.7"N 1°36'52.9"E | Només queden escasses restes de la base i de l'entrada emmarcada amb maons.                                                  |        |
| Torre de Jorba                         | No està localitzada. Possible ubicació al cim del turó de Sant Salvador. 41°36'21.3"N 1°33'04.8"E | Desapareguda. |        |
| Cal Tolosa                             | No està localitzada. La més acceptada és Cal Tolosa, al veïnat Carbasí, municipi Argençola (Anoia). 41°36'31.1"N 1°25'03.5"E                                                                                             | Dasapareguda. |        |
| Torre de la Panadella                  | A la torre de la Panadella, municipi Montmaneu (Anoia). 41°37'09.8"N 1°24'06.0"E | Queden vestigis de la torre.                                                                                                 |        |
| Torre de Rubinat, o Castell de Montpaó | Possiblement a Rubinat, municipi Ribera d'Ondara (Segarra) 41°37'27.9"N 1°19'08.3"E També s'ha proposat al castell de Montpaò, a Sant Pere dels Arquells, municipi de Ribera d'Ondara(Segarra). 41°38'59.8"N 1°18'20.5"E | Restes del castell de Montpaó.                                                                                               |        |
| Castell de Cervera                     | Possiblement al castell de Cervera, a Cervera (Segarra). 41°39'52.1"N 1°16'09.1"E | Desapareguda. |        |
| Torre de la Curullada                  | Al castell de la Curullada, al poble de la Curullada, municipi de Granyanella (Segarra). 41°39'56.0"N 1°13'37.2"E | Excel·lent estat. |        |
| Torre de Sant Eloi                     | A l'ermita de Sant Eloi de Tàrrega, a Tàrrega (Urgell). 41°39'03.0"N 1°08'09.7"E | Desapareguda. |        |
| Tossal del Telègraf                    | Dalt d'un tossal a Vilagrassa (Urgell). 41°38'34.9"N 1°04'51.0"E | Queden unes poques restes.                                                                                                   |        |
| Castell de Bellpuig                    | Al castell de Bellpuig, a Bellpuig (Urgell). 41°37'34.1"N 1°00'41.3"E | Desapareguda. |        |
| Església de Sant Salvador              | A l'església de Sant Salvador, Golmés (Pla d'Urgell). 41°37'57.0"N 0°55'56.0"E | Desapareguda. |        |
| Torre de Mollerussa                    | A Mollerussa (Pla de l'Urgell). 41°37'43.0"N 0°53'43.2"E | Desapareguda. |        |
| Torre de Sidamon                       | A Sidamon (Pla de l'Urgell). Es desconeix la seva ubicació. 41°36'46.8"N 0°50'35.4"E | Desapareguda. |        |
| Torre de Bell-lloc                     | A Bell-lloc d'Urgell (Pla d'Urgell), prop del cementiri, probablement a unes restes del carrer del Telègrafol. 41°38'05.4"N 0°46'14.0"E                                                                                  | Al carrer del Telègrafol hi ha unes restes que podrien ser la base de la torre.                                              |        |
| Torre de Moradilla, Torre dels Alamús  | Al Tossal de Moradilla, els Alamús (Segrià). 41°37'10.3"N 0°42'35.4"E | Es conserven la planta baixa, el primer pis i l'arrencada del tercer nivell. El mur meridional està pràcticament enderrocat. |        |
| Castell de la Suda                     | Al castell de la Suda de Lleida, al turó de la Seu Vella, Lleida (Segrià). 41°37'06.5"N 0°37'33.4"E | Desapareguda. |        |

## Línia militar Barcelona-Vic
| Torre                                    | Ubicació | Estat | Imatge |
| ---------------------------------------- | --- | --- | ------ |
| Baluart Drassanes                        | A les Drassanes Reials de Barcelona, Barcelona (Barcelonès) 41°22'32.8"N 2°10'35.9"E                                                     | Desapareguda. |        |
| Torre Montcada                           | En una torre de l'antic castell de Montcada, al turó de Montcada, Montcada i Reixac (Vallès Occidental). 41°28'38.0"N 2°10'35.3"E        | El castell i la torre han desaparegut amb l'ampliació de la pedrera. |        |
| Torre d'en Bosquerons                    | Al cim del turó el Telègraf, Montornès del Vallès (Vallès Oriental). 41°32'25.8"N 2°15'01.6"E                                            | Del 2005 al 2013 l'Ajuntament de Montornès en va dur a terme l'excavació i rehabilitació per tal de museïtzar-la i deixar-la en un estat semblant al que tenia quan estava activa. A la coberta hi ha un aparell òptic. |        |
| Torre de Can Casaca                      | Dalt d'un cim als afores de Granollers (Vallès Oriental). 41°36'01.2"N 2°16'17.9"E                                                       | Falten els forjats i els coberts. |        |
| Torre de Puiggraciós                     | Dalt d'un petit turó, a 100 m del santuari de la Mare de Déu de Puiggraciós, Figaró-Montmany (Vallès Oriental). 41°42'21.8"N 2°14'54.9"E | Està en un excel·lent estat. |        |
| Torre de Centelles, Torre d'Esparraguera | Dalt d'un turó dela urbanització el Montanyà, Seva (Osona). 41°47'53.2"N 2°14'44.6"E                                                     | Queda molt poca cosa. |        |
| Sant Andreu del Castell                  | Al campanar de l'església de Sant Andreu, Tona (Osona). 41°51'14.1"N 2°13'28.5"E                                                         | Queda molt poca cosa. |        |
| La Pietat                                | Al campanar de l'església de la Pietat, Vic (Osona). 41°55'45.6"N 2°15'23.5"E                                                            | No queda res. |        |

## Línia militar Barcelona-Girona
| Torre                                                   | Ubicació | Estat | Imatge |
| ------------------------------------------------------- | --- | --- | ------ |
| Castell de Montjuïc                                     | Al castell de Montjuïc, Barcelona (Barcelonès) 41°21'48.7"N 2°09'59.8"E | En excel·lent estat de conservació. Coincidia amb les línies Barcelona-Lleida i Barcelona-Solsona. |        |
| Torre de Montgat                                        | Al cim del turó del Mar, Montgat (Maresme) | Desapareguda. |        |
| Torre de Can Nadal                                      | A Vilassar de Mar (Maresme). 41°30'12.3"N 2°23'40.1"E | Està en un estat excel·lent. |        |
| Torre dels Encantats                                    | Dalt del turó dels Encantats, Arenys de Mar, limitant amb Caldes d'Estrac (Maresme). 41°34'18.5"N 2°31'49.0"E                                                                             | Està en un estat excel·lent. |        |
| Les Torretes                                            | Dalt del turó de la Patona o de les Torretes, Calella (Maresme), a pocs metres d'una torre de telegrafia òptica civil. 41°36'27.8"N 2°38'31.2"E                                           | Es manté dempeus tan sols el pany de paret lateral de la cara nord. |        |
| Torre de Blanes                                         | Al castell de Sant Joan dalt del turó de Sant Joan, a Blanes (Maresme). 41°40'44.7"N 2°47'54.6"E                                                                                          | Està en un excel·lent estat. Es va rehabilitar el 1958. |        |
| Torre del Turó Gros de Terra Negra, Torre de can Planes | Al cim d'un turó entre els turons Gros de Terra Negra i Gros de Can Planes, Fogars de la Selva (Selva). 41°43'28.8"N 2°39'13.5"E                                                          | Al mur que queda dempeus s'hi veuen perfectament les espitlleres rectangulars emmarcades amb maons massissos. De la resta de murs només en queda la base.                                                |        |
| Castell d'Hostalric                                     | Sobre les ruïnes del baluard de Sant Francesc de Paula del castell d'Hostalric (Selva). 41°44'40.5"N 2°38'02.6"E                                                                          | Està molt ben conservada i manté una finestra encarada cap a Fogars de la Selva i evidències d'altres dues de tapiades, una que encararia amb Maçanet de la Selva i l'altra amb el Castell de Montsoriu. |        |
| Castell de Torcafelló                                   | Al terrat de la capella de Sant Jordi, al castell de Torcafelló, dalt del turó de Sant Jordi, Maçanet de la Selva (Selva). 41°46'12.8"N 2°43'16.0"E                                       | El Taller d’Història de Maçanet de la Selva la va restaurar entre el 1988 i 1997. |        |
| Torre de Puigsardina                                    | Al cim del Puigsardina, Riudarenes (Selva), al costat occidental hi ha una torre de telegrafia òptica civil. 41°48'23.0"N 2°42'54.2"E                                                     | Queden bastantes restes. |        |
| Torre de Brunyola                                       | Al cim del turó de Castellvell, Brunyola i Sant Martí Sapresa (Selva). 41°54'15.9"N 2°40'17.4"E                                                                                           | Queden poques restes. |        |
| Torre de l'ermita de Sant Llop                          | Al terrat de l'ermita de Sant Llop de Sant Dalmai, sobre el turó de Sant Llop, al costat sud-oest del cràter de la Crosa de Sant Dalmai, Vilobí d'Onyar (Selva). 41°55'11.1"N 2°44'03.8"E | Queden poques restes. |        |
| Torre del Telègraf, Torre del Llamp                     | A les muralles de Girona, Girona (Gironès). 41°59'11.6"N 2°49'42.3"E | Diverses restauracions. |        |

## Ramal militar Montcada-Sabadell
| Torre               | Ubicació | Estat                                                                | Imatge |
| ------------------- | --- | -------------------------------------------------------------------- | ------ |
| Torre Montcada      | En una torre de l'antic castell de Montcada, al turó de Montcada, Montcada i Reixac (Vallès Occidental). 41°28'38.0"N 2°10'35.3"E | El castell i la torre han desaparegut amb l'ampliació de la pedrera. |        |
| Campanar Sant Feliu | A l'església de Sant Feliu, Sabadell (Vallès Occidental). 41°32'48.6"N 2°06'29.7"E                                                | Desapareguda.                                                        |        |

## Ramal militar Bruc-Solsona
| Torre                                  | Ubicació | Estat                                                                                                   | Imatge |
| -------------------------------------- | --- | --- | ------ |
| Castell Ferran                         | Al puig de Castellferran, prop de Can Maçana, El Bruc (Anoia). 41°36'29.8"N 1°45'50.5"E                                   | Queden algunes restes de la torre.                                                                      |        |
| Torre d'en Brunet, Torre de la Guíxola | A Sant Salvador de Guardiola (Bages). 41°40'24.5"N 1°47'29.1"E                                                            | Queden bastantes restes.                                                                                |        |
| Torre de Puigterrà                     | Al turó de Puigterrà, Manresa (Bages). 41°43'43.9"N 1°49'35.6"E                                                           | Desapareguda.                                                                                           |        |
| Torre Sant Martí de Torroella          | Al nord-oest del nucli de Sant Martí de Torroella, municipi de Sant Joan de Vilatorrada (Bages). 41°46'34.4"N 1°47'25.6"E | Es conserven restes de mur coberts de vegetació que deixen entreveure la clàssica planta quadrada.      |        |
| Torre de Salipota                      | Al turó de Salipota, Súria (Bages). 41°49'55.2"N 1°44'41.8"E                                                              | Conserva dos llenços de mur que en alçada permeten diferenciar tres pisos.                              |        |
| Torre de Can Solanes                   | A Sant Salvador de Torroella, municipi de Navars (Bages). 41°52'09.4"N 1°43'26.9"E                                        | Se'n conserven els murs perimetrals, especialment al llenç nord, envoltats d'una gran zona d’enderrocs. |        |
| Torre de Cardona                       | Al castell de Cardona, Cardona (Bages). 41°54'51.6"N 1°41'11.0"E                                                          | No queda res.                                                                                           |        |
| Torre Clariana de Cardener             | Al Pla de la Guàrdia, Clariana de Cardener (Solsonès). 41°57'00.9"N 1°35'30.0"E                                           | Queden bastants vestigis.                                                                               |        |
| Torre Castellvell                      | Al castell de Castellvell, dalt del turó homònim, Olius (Solsonès). 41°59'40.2"N 1°30'10.1"E                              | Queden alguns vestigis.                                                                                 |        |
| Torre de Solsona                       | A Solsona (Solsonès) | Desapareguda.                                                                                           |        |

## Ramal militar Manresa-Vic
| Torre                                    | Ubicació | Estat | Imatge |
| ---------------------------------------- | --- | --- | ------ |
| Torre de Puigterrà                       | Al turó de Puigterrà, Manresa (Bages). 41°43'43.9"N 1°49'35.6"E | Desapareguda. |        |
| Torre de Sant Martí, Torre del Santmartí | Al turó de Santmartí, al nord-oest del nucli de Sant Fruitós de Bages (Bages). 41°45'22.3"N 1°52'40.1"E | Resten tan sols els fonaments d'aquesta construcció. |        |
| Campanar Artés                           | Al campanar de l'església de Santa Maria d'Artés, Artés (Bages). 41°47'58.8"N 1°57'03.6"E | No queda quasi res. |        |
| Torre dels Soldats                       | Al cim del turó del Poset, al nord-est d'Avinyó (Bages). 41°52'17.8"N 1°58'58.5"E | L'abril del 2021 la Diputació de Barcelona va finalitzar les obres de recuperació de la torre, que ha estat restaurada i s'hi ha inclòs una estructura metàl·lica per a accedir a tots els nivells de la torre. |        |
| Torre de Sant Feliu Saserra              | Al cim del Serrat de les Forques, Sant Feliu Sasserra (Bages). 41°56'49.8"N 2°01'11.1"E | No queden quasi restes. |        |
| Sant Sebastià de Prats de Lluçanès       | A l'església de Sant Sebastià de Prats de Lluçanès (Osona). 42°00'30.8"N 2°00'51.5"E | Desapareguda. |        |
| Cal Terri                                | A la masia Cal Terri, Perafita (Osona). 42°02'53.4"N 2°07'18.6"E | Desapareguda. |        |
| Mare de Deu dels Munts                   | Al Santuari de la Mare de Deu dels Munts, a Sant Agustí de Lluçanès (Osona). 42°04'42.3"N 2°09'07.7"E | No queden quasi restes. |        |
| Castell d’Orís                           | Al castell d'Orís, dal d'un turó al costat d'Orís (Osona). 42°03'30.7"N 2°13'20.9"E | No queden quasi restes. |        |
| Torre de telegrafia de la Gleva          | La torre podia estar en el que ara és un dipòsit d'aigua al costat del santuari de la Gleva, a les Masies de Voltregà (Osona), o al campanar de l'església de Sant Hipòlit de Voltregà. 42°00'15.2"N 2°14'20.2"E | No queden restes. |        |
| La Pietat                                | Al campanar de l'església de la Pietat, Vic (Osona). 41°55'45.6"N 2°15'23.5"E | No queda res. |        |

## Ramal militar Vic-Hostalric
| Torre                  | Ubicació | Estat | Imatge |
| ---------------------- | --- | --- | ------ |
| La Pietat              | Al campanar de l'església de la Pietat, Vic (Osona). 41°55'45.6"N 2°15'23.5"E                                                     | No queda res. |        |
| Torre de Puig-l'Agulla | Al cim del Montagut, prop del santuari de Puig-l'agulla, Sant Julià de Vilatorta(Osona). 41°52'58.8"N 2°19'40.7"E                 | Només queden restes de la base de la torre, sobre la que hi han col·locat una creu de ferro sobre una base de formigó.                                                                                   |        |
| Torre de Vilarmau      | Al cim del turó de Vilarmau, Arbúcies (Selva). 41°50'03.4"N 2°25'29.1"E                                                           | Queden molt poques restes. |        |
| Torre de Montsoriu     | Al cim del turó de Montsoriu, entre el castell de Montsoriu i la torre de les Bruixes, Arbúcies (Selva). 41°47'02.0"N 2°32'27.5"E | Queden restes de la base. |        |
| Castell d'Hostalric    | Sobre les ruïnes del baluard de Sant Francesc de Paula del castell d'Hostalric (Selva). 41°44'40.5"N 2°38'02.6"E                  | Està molt ben conservada i manté una finestra encarada cap a Fogars de la Selva i evidències d'altres dues de tapiades, una que encararia amb Maçanet de la Selva i l'altra amb el Castell de Montsoriu. |        |

## Ramal militar Vic-Olot
| Torre                                     | Ubicació | Estat                                                                                                  | Imatge |
| ----------------------------------------- | --- | --- | ------ |
| La Pietat                                 | Al campanar de l'església de la Pietat, Vic (Osona). 41°55'45.6"N 2°15'23.5"E                                                | No queda res.                                                                                          |        |
| Campanar Sta. Maria                       | Al campanar de l'església de Santa Maria, Manlleu (Osona). 42°00'04.7"N 2°17'05.9"E                                          | No queda res.                                                                                          |        |
| Torre de Pla de Bac Torre de Collsesviles | Dalt d'un turó a la serra de Collsesviles, Tavertet (Osona). 42°01'52.0"N 2°25'36.8"E                                        | Només conserva els vestigis dels murs de fonamentació.                                                 |        |
| Torre del Coll Torre del Puig d'Afra      | Al cim del Puig d'Afra, Rupit i Pruit (Osona). 42°03'45.6"N 2°28'01.7"E                                                      | Es conserven els fonaments i les primeres filades dels paraments.                                      |        |
| Torre de Murrià                           | Al cim del puig Murrià, al municipi de Les Preses, en el límit amb Sant Esteve d'en Bas (Garrotxa). 42°07'50.2"N 2°27'55.0"E | Només queden el fonaments i alguns fragments de les filades d'inici del mur nord.                      |        |
| Torre del Volcà de Moltolivet             | A la part alta del volcà Montolivet, Olot (Garrotxa). 42°10'44.8"N 2°28'42.5"E                                               | Està en bon estat de conservació. Al terrat hi ha instal·lada una antena de telecomunicacions moderna. |        |

## Ramal militar Girona-Olot
| Torre                                    | Ubicació | Estat | Imatge |
| ---------------------------------------- | --- | --- | ------ |
| Torre del Telègraf, Torre del Llamp      | A les muralles de Girona, Girona (Gironès). 41°59'11.6"N 2°49'42.3"E | Diverses restauracions. |        |
| Castell de Sant Miquel                   | Al terrat de l'ermita de Sant Miquel, al cim de la muntanya de Sant Miquel a cavall dels municipis de Girona i Celrà (Gironès). Dins del mateix recinte del castell hi ha la torre de telegrafia òptica civil. 42°00'25.0"N 2°51'43.6"E                                             | Les restes conservades de paraments i murs d'antigues construccions reutilitzades al voltant de la capella dificulten la identificació d'aquesta construcció. |        |
| Torre d'Ermedàs, Torre de Puig Coromines | Actualment en un camp de conreu de Cornellà del Terri (Pla de l'Estany). 42°05'17.7"N 2°48'25.2"E | Desapareguda. |        |
| Torre de Banyoles, Puig de Sant Martirià | Al puig de Sant Martirià, al costat de l'antic convent de Sant Martirià, prop de l'estany de Banyoles. També podria haver estat a la masia fortificada de Can Puig de la Bellacasa, o al campanar del monestir de Sant Esteve, Banyoles (Pla de l'Estany). 42°07'54.4"N 2°45'47.7"E | Restes d’una edificació amb una creu i una fita geodèsica. |        |
| Torre de Ginestar                        | Al sud de la serra de Can Ginestar, Sant Miquel de Campmajor (Pla de l'Estany). 42°07'57.4"N 2°42'16.5"E | Es conserven tres dels quatre costats, fins a la primera planta.                                                                                              |        |
| Torre de Can Badia                       | Sobre un turó per sobre de la granja can Badia, al límit dels municipis de Mieres i Santa Pau (Garrotxa). 42°08'03.7"N 2°36'41.5"E | Resten tres parets quasi senceres. |        |
| Torre del Croscat                        | Al punt més alt del volcà del Croscat, entre els municipis de Santa Pau i Olot (Garrotxa) 42°09'14.5"N 2°32'09.5"E | La coberta ha desaparegut i queden restes de les quatres parets.                                                                                              |        |
| Torre del Volcà de Moltolivet            | A la part alta del volcà Montolivet, Olot (Garrotxa). 42°10'44.8"N 2°28'42.5"E | Està en bon estat de conservació. Al terrat hi ha instal·lada una antena de telecomunicacions moderna.                                                        |        |